# Mesochorus compressus
Mesochorus compressus là một loài tò vò trong họ Ichneumonidae.